# Coua serriana
El cúa pechirrojo o cúa de pecho rufo (Coua serriana) es una especie de ave cuculiforme de la familia Cuculidae propia de Madagascar.

## Hábitat y distribución
Es endémica de Madagascar. Aunque su población no ha sido cuantificada, se considera estable y bastante común en los bosques en los que habita.